# Крћевац
Крћевац је насеље у Србији у општини Топола у Шумадијском округу. Према попису из 2022. има 575 становника (према попису из 2011. било је 641 становника).

## Демографија
У насељу Крћевац живи 636 пунолетних становника, а просечна старост становништва износи 42,9 година (41,9 код мушкараца и 43,8 код жена). У насељу има 216 домаћинстава, а просечан број чланова по домаћинству је 3,59.
Ово насеље је великим делом насељено Србима (према попису из 2002. године), а у последња три пописа, примећен је пад у броју становника.
|  |

| Демографија | Демографија | Демографија |
| Година      | Становника  | Становника  |
| ----------- | ----------- | ----------- |
| 1948.       | 1.008       |             |
| 1953.       | 1.010       |             |
| 1961.       | 1.002       |             |
| 1971.       | 902         |             |
| 1981.       | 836         |             |
| 1991.       | 794         | 772         |
| 2002.       | 775         | 792         |
| 2011.       | 641         |             |
| 2022.       | 575         |             |

| Етнички састав према попису из 2002.‍ | Етнички састав према попису из 2002.‍ | Етнички састав према попису из 2002.‍ | Етнички састав према попису из 2002.‍ | Етнички састав према попису из 2002.‍ |
| ------------------------------------ | ------------------------------------ | ------------------------------------ | ------------------------------------ | ------------------------------------ |
|                                      |                                      |                                      |                                      |                                      |
| Срби                                 | Срби                                 |                                      | 765                                  | 98,70%                               |
| Црногорци                            | Црногорци                            |                                      | 8                                    | 1,03%                                |
| Хрвати                               | Хрвати                               |                                      | 1                                    | 0,12%                                |
| Муслимани                            | Муслимани                            |                                      | 1                                    | 0,12%                                |
| непознато                            | непознато                            |                                      | 0                                    | 0,0%                                 |

| Година пописа     | 1948. | 1953. | 1961. | 1971. | 1981. | 1991. | 2002. |
| ----------------- | ----- | ----- | ----- | ----- | ----- | ----- | ----- |
| Број домаћинстава | 214   | 226   | 234   | 216   | 211   | 218   | 216   |

| Број чланова      | 1  | 2  | 3  | 4  | 5  | 6  | 7 | 8 | 9 | 10 и више | Просек |
| ----------------- | -- | -- | -- | -- | -- | -- | - | - | - | --------- | ------ |
| Број домаћинстава | 35 | 45 | 32 | 28 | 31 | 35 | 4 | 5 | 1 | 0         | 3,59   |

| Пол    | Укупно | Неожењен/Неудата | Ожењен/Удата | Удовац/Удовица | Разведен/Разведена | Непознато |
| ------ | ------ | ---------------- | ------------ | -------------- | ------------------ | --------- |
| Мушки  | 333    | 87               | 219          | 21             | 6                  | 0         |
| Женски | 330    | 50               | 215          | 58             | 6                  | 1         |
| УКУПНО | 663    | 137              | 434          | 79             | 12                 | 1         |

| Пол    | Укупно                    | Пољопривреда, лов и шумарство | Рибарство                            | Вађење руде и камена | Прерађивачка индустрија       |
| ------ | ------------------------- | ----------------------------- | ------------------------------------ | -------------------- | ----------------------------- |
| Мушки  | 191                       | 92                            | 0                                    | 1                    | 52                            |
| Женски | 121                       | 70                            | 0                                    | 1                    | 25                            |
| УКУПНО | 312                       | 162                           | 0                                    | 2                    | 77                            |
| Пол    | Производња и снабдевање   | Грађевинарство                | Трговина                             | Хотели и ресторани   | Саобраћај, складиштење и везе |
| Мушки  | 0                         | 9                             | 15                                   | 3                    | 9                             |
| Женски | 0                         | 0                             | 16                                   | 1                    | 1                             |
| УКУПНО | 0                         | 9                             | 31                                   | 4                    | 10                            |
| Пол    | Финансијско посредовање   | Некретнине                    | Државна управа и одбрана             | Образовање           | Здравствени и социјални рад   |
| Мушки  | 0                         | 1                             | 5                                    | 1                    | 1                             |
| Женски | 1                         | 1                             | 1                                    | 2                    | 0                             |
| УКУПНО | 1                         | 2                             | 6                                    | 3                    | 1                             |
| Пол    | Остале услужне активности | Приватна домаћинства          | Екстериторијалне организације и тела | Непознато            | Непознато                     |
| Мушки  | 0                         | 0                             | 0                                    | 2                    | 2                             |
| Женски | 1                         | 0                             | 0                                    | 1                    | 1                             |
| УКУПНО | 1                         | 0                             | 0                                    | 3                    | 3                             |